# Odpady przetwórstwa surowców zwierzęcych
Odpady przetwórstwa surowców zwierzęcych – grupa stałych i ciekłych odpadów organicznych o szczególnie niekorzystnym oddziaływaniu na środowisko, związanych z szeroko pojętą produkcją zwierzęcą.

## Rodzaje odpadów

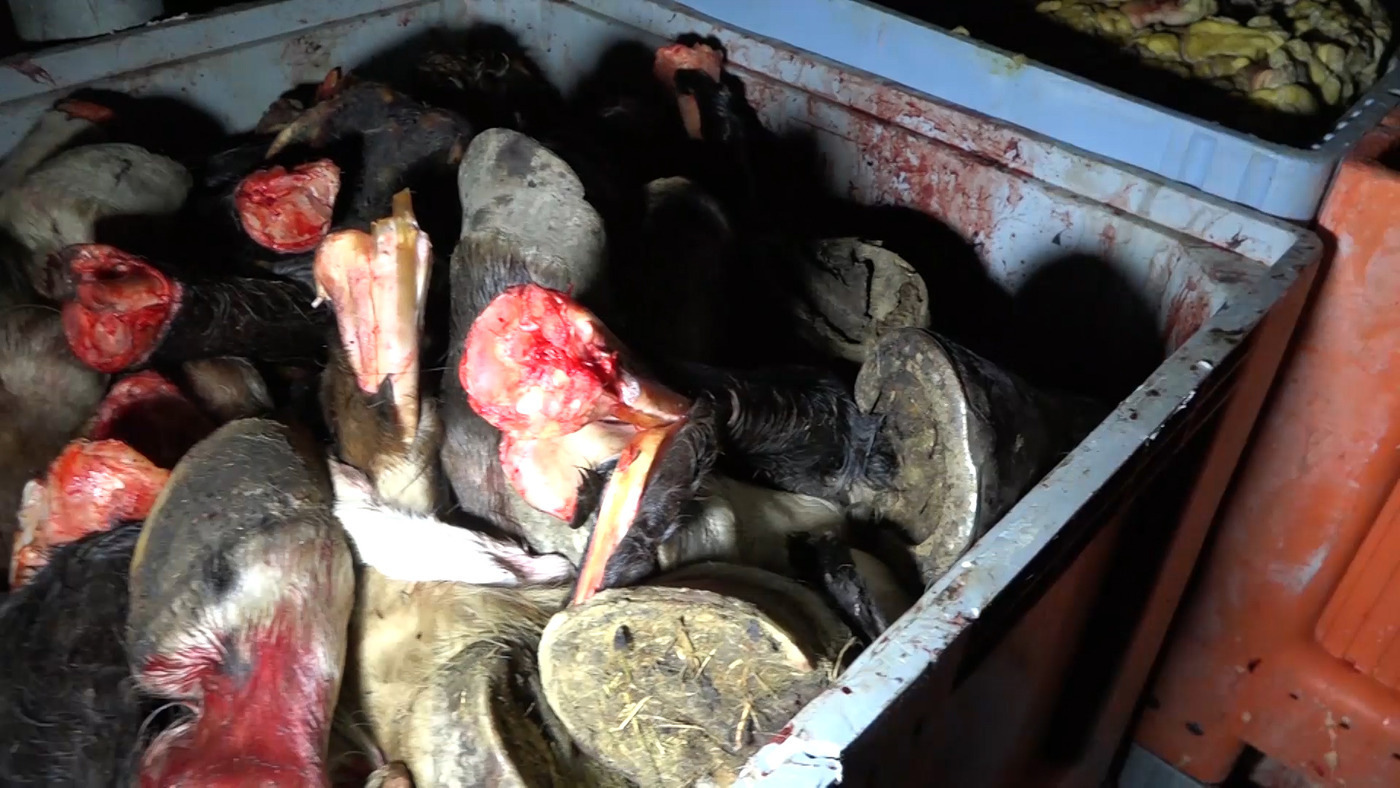
Kopyta jako odpad produkcji zwierzęcej

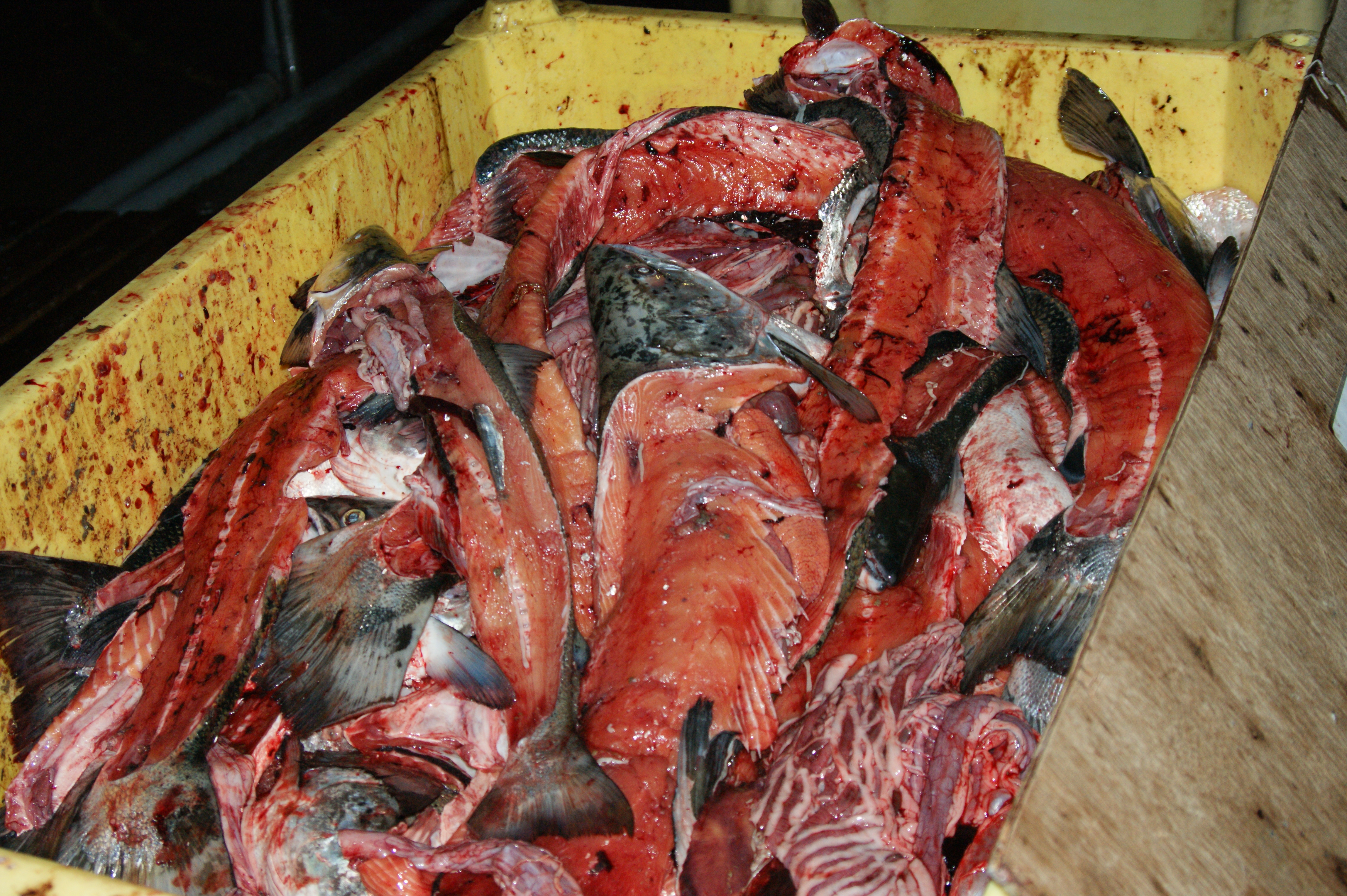
Pozostałości z przetwarzania ryb

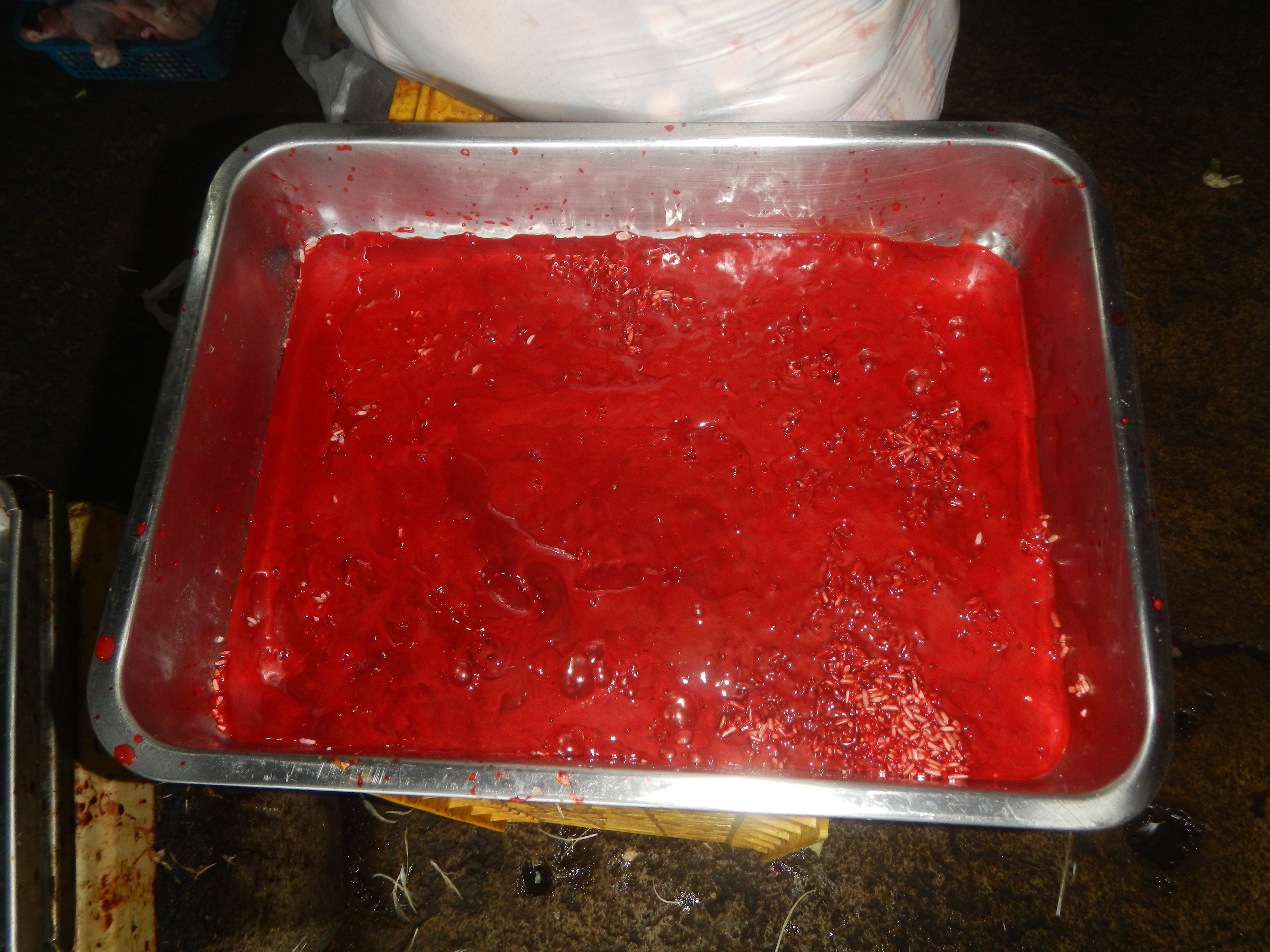
Krew drobiowa

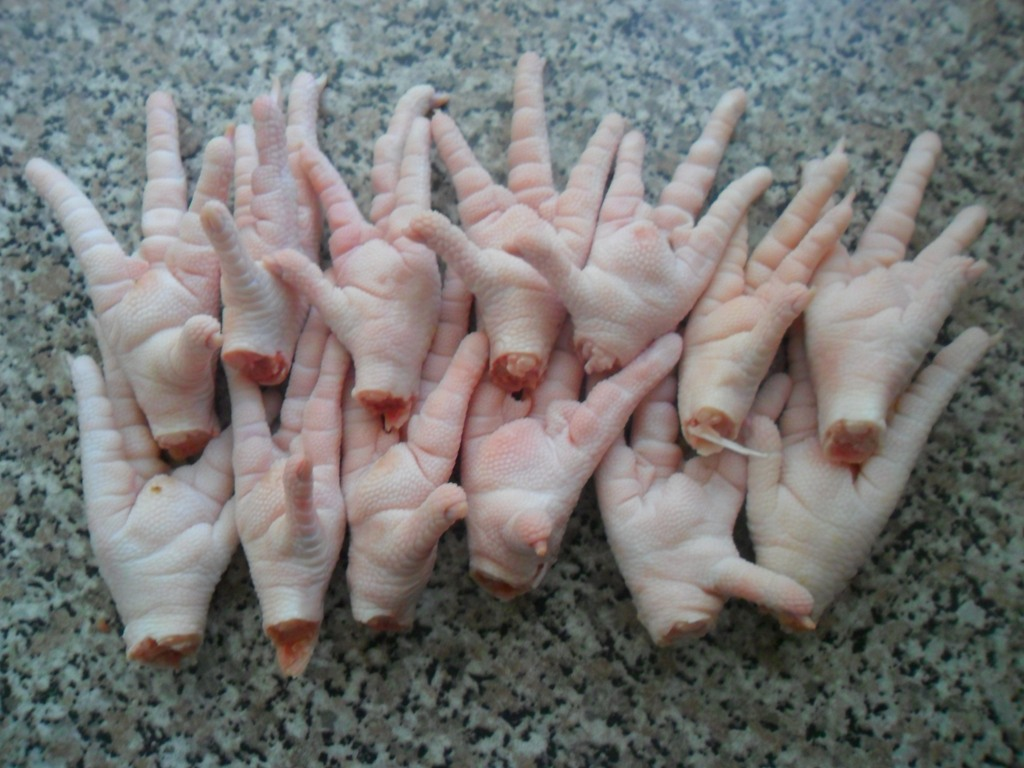
Kurze łapy

Odpady wytwarzane przez zakłady mięsne dzielą się na kilka grup: operacyjne odpady rzeźne, odpady z zawartością chlorków, gnojowica, ścieki, odpady energetyczne oraz komunalno-gospodarcze. Odpady rzeźne, stanowiące około 37% całości, zawierają 5-68% białka i 3-38% tłuszczów. Najbardziej racjonalne wykorzystanie odpadów przetwórstwa zwierzęcego to cele paszowe. Poszczególne odpady wykorzystuje się na następujące sposoby:
- krew niespożywcza wchodzi w skład mączek paszowych,
- niegarbarskie części skór wykorzystywane są w produkcji żelatyny, aminokwasów, osłonek wędliniarskich, nici i gąbek chirurgicznych, błon i tętnic do przeszczepów, klejów, tworzyw imitujących skóry, kosmetyków i pasz,
- szczecinę i włosie w wytwarzaniu pędzli, szczotek, hydrolizatów, pasz i nawozów, smyczków dla muzyków, sit oraz filtrów, filcu i tapicerki,
- rogowiznę do produkcji ozdób i przedmiotów galanteryjnych, pasz, hydrolizatów i nawozów,
- zawartość przewodów pokarmowych jako nawóz lub paszę,
- odpady z jelit do utylizacji,
- błonę śluzową jelit do produkcji surowców w przemyśle farmaceutycznym i pasz,
- tłuszcz do wytwarzania tłuszczów technicznych i pasz,
- kości do produkcji żelatyny, pasz i klejów,
- błony surowicze na kolagen,
- sól pochodząca z konserwacji skór i jelit, jak również z peklowni nie jest racjonalnie wykorzystywana,
- gnojowicę na nawozy,
- osady ściekowe jako nawozy oraz pasze[1].

Szybki rozkład białek i tłuszczów pochodzących z odpadów zwierzęcych może być zagrożeniem dla środowiska i tworzyć problemy sanitarne, natomiast powstawanie siarkowodoru, kwasów organicznych, aldehydów i amoniaku – trudności związane z odorem. Powyższe czynniki sprawiają, że odpadów tych nie należy długo i w niewłaściwych warunkach składować. Grozi to przenikaniem zanieczyszczeń (np. chlorków, azotanów, czy siarczanów) do gleby i wód gruntowych. Proces ten trudno kontrolować zwłaszcza w państwach o mocno rozdrobnionej produkcji mięsnej.

## Drobiarstwo
Specyficzne odpady powstają w przemyśle drobiarskim. W ubojniach drobiu są to odpady miękkie (np. krew, jelita, wola, przełyki, skrawki skór) oraz twarde (np. głowy, łapy, czy pierze). Łącznie jest to około 89% odpadów w drobiarstwie. Z wylęgarni pochodzą niezapłodnione jajka, skorupy, a także zmarłe lub kalekie pisklęta. Zakłady jajczarskie emitują jaja odpadowe. Około 70% surowców odpadowych z drobiarstwa przerabianych jest na mączki paszowe. Szczególnie cenne są krew (surowiec wysokobiałkowy) oraz pierze (70-80% białka, przerabiane metodą termohydrolizy na białko przyswajalne; pióra drobiu wodnego i grzebiącego, zwłaszcza gęsie, użytkowane są do produkcji pościeli). Drób padły z wylęgarni przetwarzany jest na mączki paszowe, ewentualnie, po zmieszaniu ze słomą i ściółką, na kompost.

## Mleczarstwo
Zakłady przetwórcze przemysłu mleczarskiego produkują przede wszystkim odpady płynne (ścieki): wody chłodnicze z aparatury, zasadniczo czyste i ścieki produkcyjne (z mycia pojemników, urządzeń, pomieszczeń, skropliny z wyparek, a także odpady z produkcji masła, czy serów). Zawierają one np. sodę kaustyczną, fosforan sodu, kwasy organiczne i detergenty. Głównym odpadem w przemyśle mleczarskim jest serwatka (75-80% masy przetwarzanego mleka) wykorzystywana na pasze i w rolnictwie – zawiera cukry, białka, sole mineralne, witaminy oraz związki azotowe. Można z niej wytwarzać proszek serwatkowy, koncentraty białkowe i laktozę. Część z serwatki nie jest wykorzystywana i trafia do ścieków.